# Сточек-Луковски
Сточек-Луковски (пол. Stoczek Łukowski)  —  город  в Польше, входит в Люблинское воеводство,  Лукувский повят.  Имеет статус городской гмины. Занимает площадь 9,13 км². Население — 2728 человек (на 2004 год).

## История

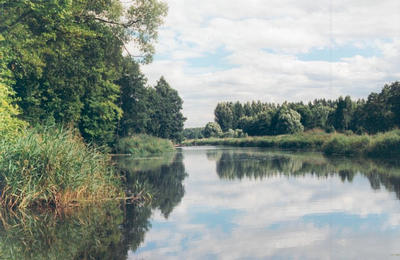
Сточек-Луковски

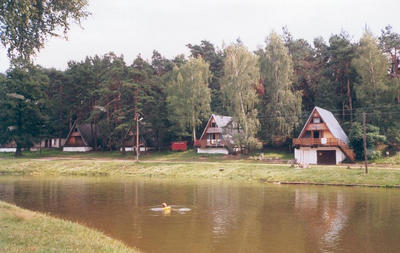
Сточек-Луковски